# زومبا (مالاوي)
زومبا هي مدينة، تتبع Zomba District ‏، هي العاصمة السابقة لمالاوي، ونياسالاند، وBritish Central Africa Protectorate ‏، بلغ عدد سكانها 101٬140 نسمة.

## المناخ
يظهر الجدول التالي التغييرات المناخية على مدار السنة لزومبا:
| البيانات المناخية لـزومبا         | البيانات المناخية لـزومبا | البيانات المناخية لـزومبا | البيانات المناخية لـزومبا | البيانات المناخية لـزومبا | البيانات المناخية لـزومبا | البيانات المناخية لـزومبا | البيانات المناخية لـزومبا | البيانات المناخية لـزومبا | البيانات المناخية لـزومبا | البيانات المناخية لـزومبا | البيانات المناخية لـزومبا | البيانات المناخية لـزومبا | البيانات المناخية لـزومبا |
| الشهر                             | يناير                     | فبراير                    | مارس                      | أبريل                     | مايو                      | يونيو                     | يوليو                     | أغسطس                     | سبتمبر                    | أكتوبر                    | نوفمبر                    | ديسمبر                    | المعدل السنوي             |
| --------------------------------- | ------------------------- | ------------------------- | ------------------------- | ------------------------- | ------------------------- | ------------------------- | ------------------------- | ------------------------- | ------------------------- | ------------------------- | ------------------------- | ------------------------- | ------------------------- |
| متوسط درجة الحرارة الكبرى °م (°ف) | 27 (80)                   | 27 (80)                   | 26 (79)                   | 26 (78)                   | 24 (76)                   | 22 (72)                   | 22 (72)                   | 24 (75)                   | 27 (81)                   | 29 (85)                   | 29 (85)                   | 27 (81)                   | 26 (79)                   |
| متوسط درجة الحرارة الصغرى °م (°ف) | 18 (65)                   | 18 (65)                   | 18 (65)                   | 17 (62)                   | 14 (58)                   | 12 (54)                   | 12 (53)                   | 13 (55)                   | 15 (59)                   | 18 (64)                   | 19 (66)                   | 18 (65)                   | 16 (61)                   |
| الهطول مم (إنش)                   | 310 (12.1)                | 250 (9.9)                 | 260 (10.1)                | 69 (2.7)                  | 18 (0.7)                  | 10 (0.4)                  | 7.6 (0.3)                 | 7.6 (0.3)                 | 5.1 (0.2)                 | 25 (1)                    | 110 (4.3)                 | 280 (10.9)                | 1٬340 (52.9)              |
| المصدر: Weatherbase               |                           |                           |                           |                           |                           |                           |                           |                           |                           |                           |                           |                           |                           |

## معرض صور

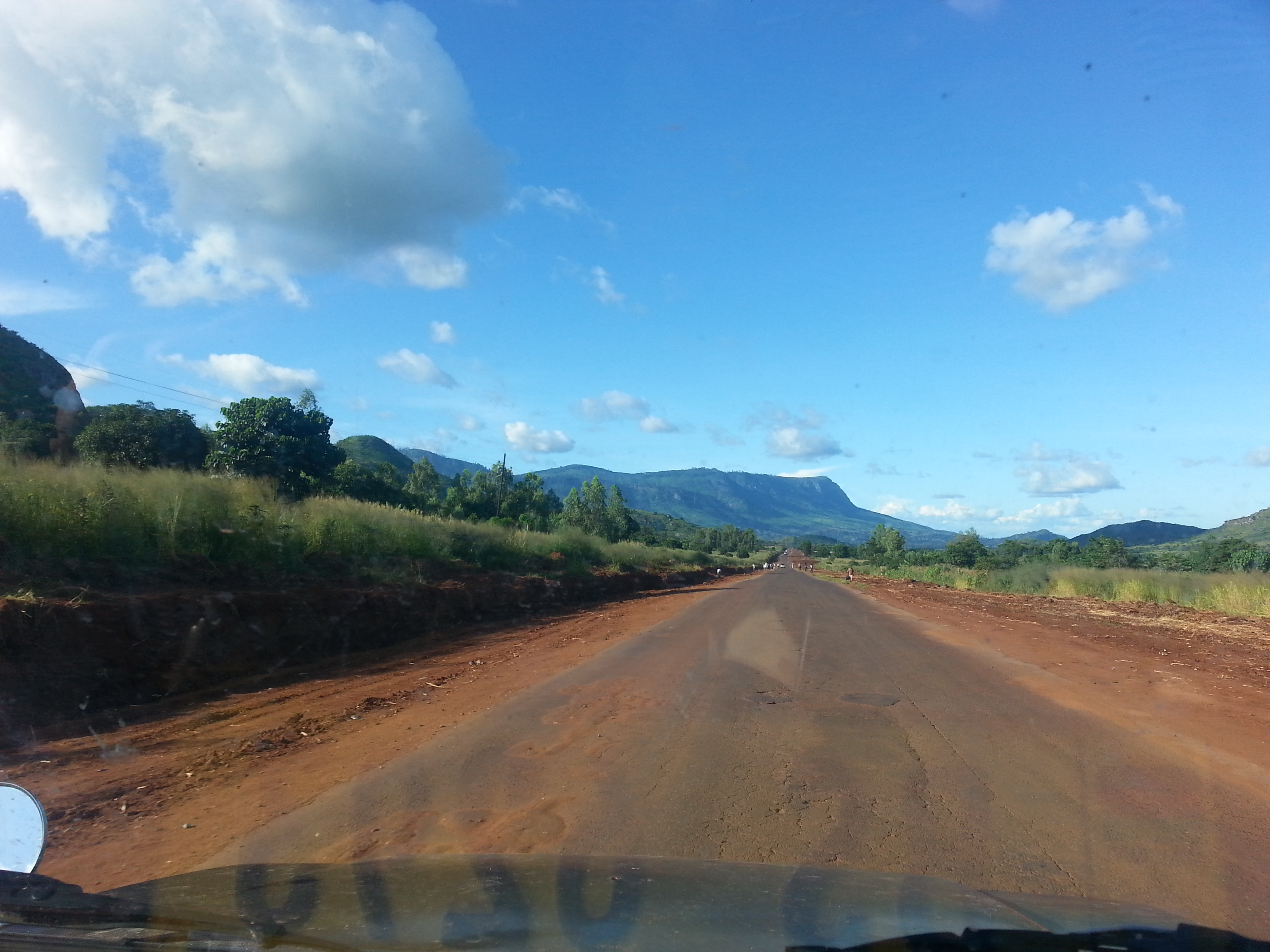
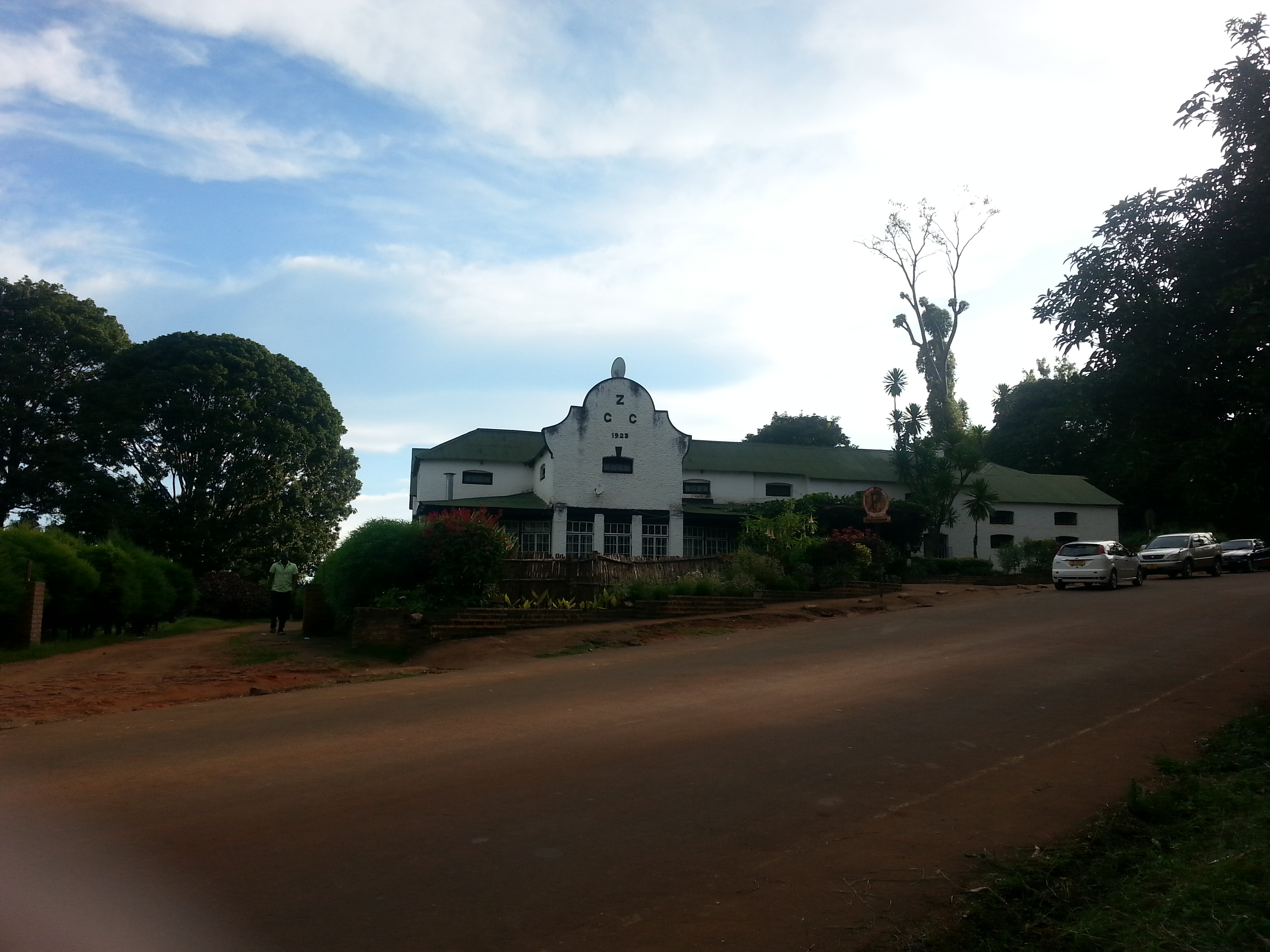
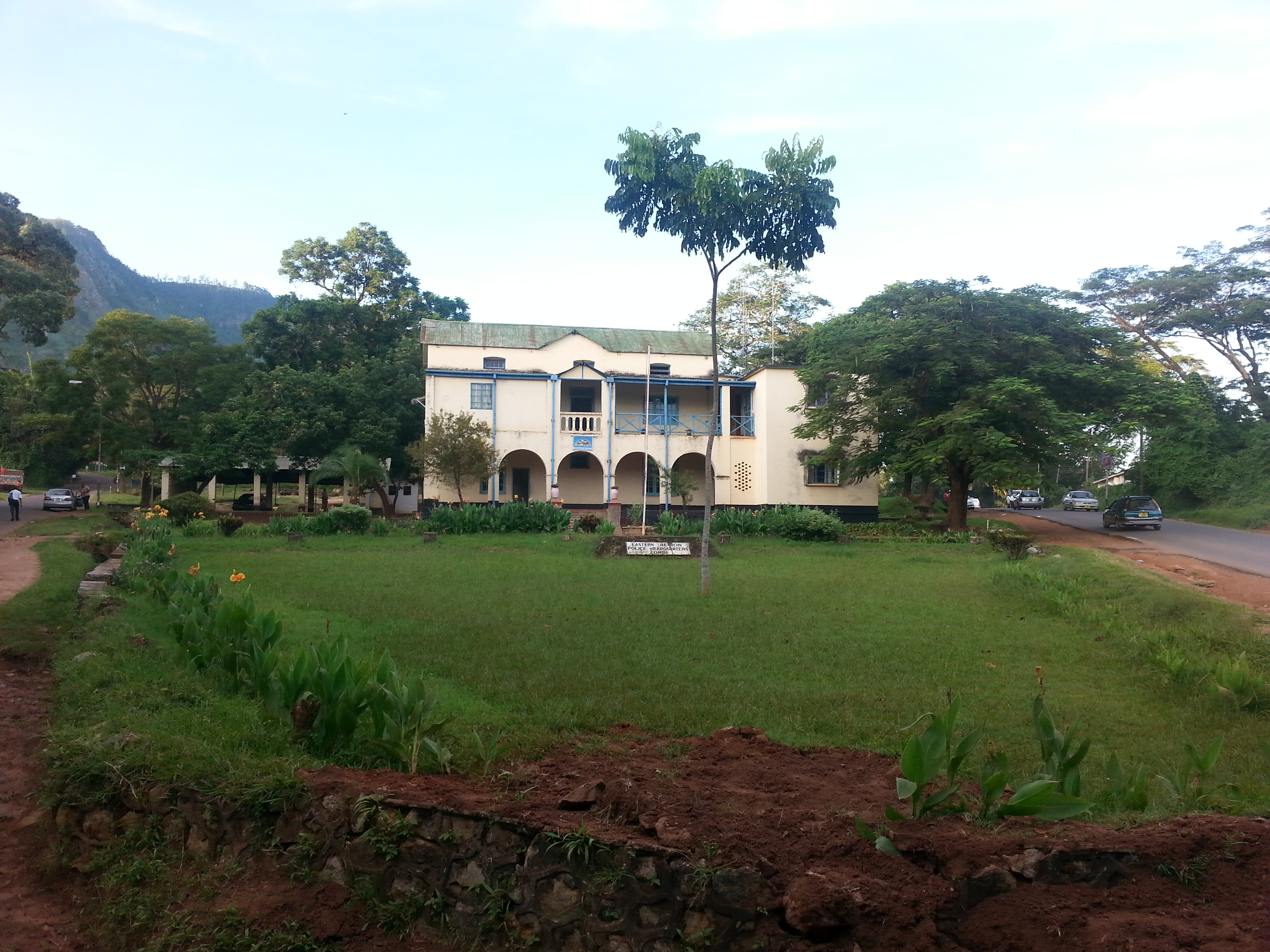
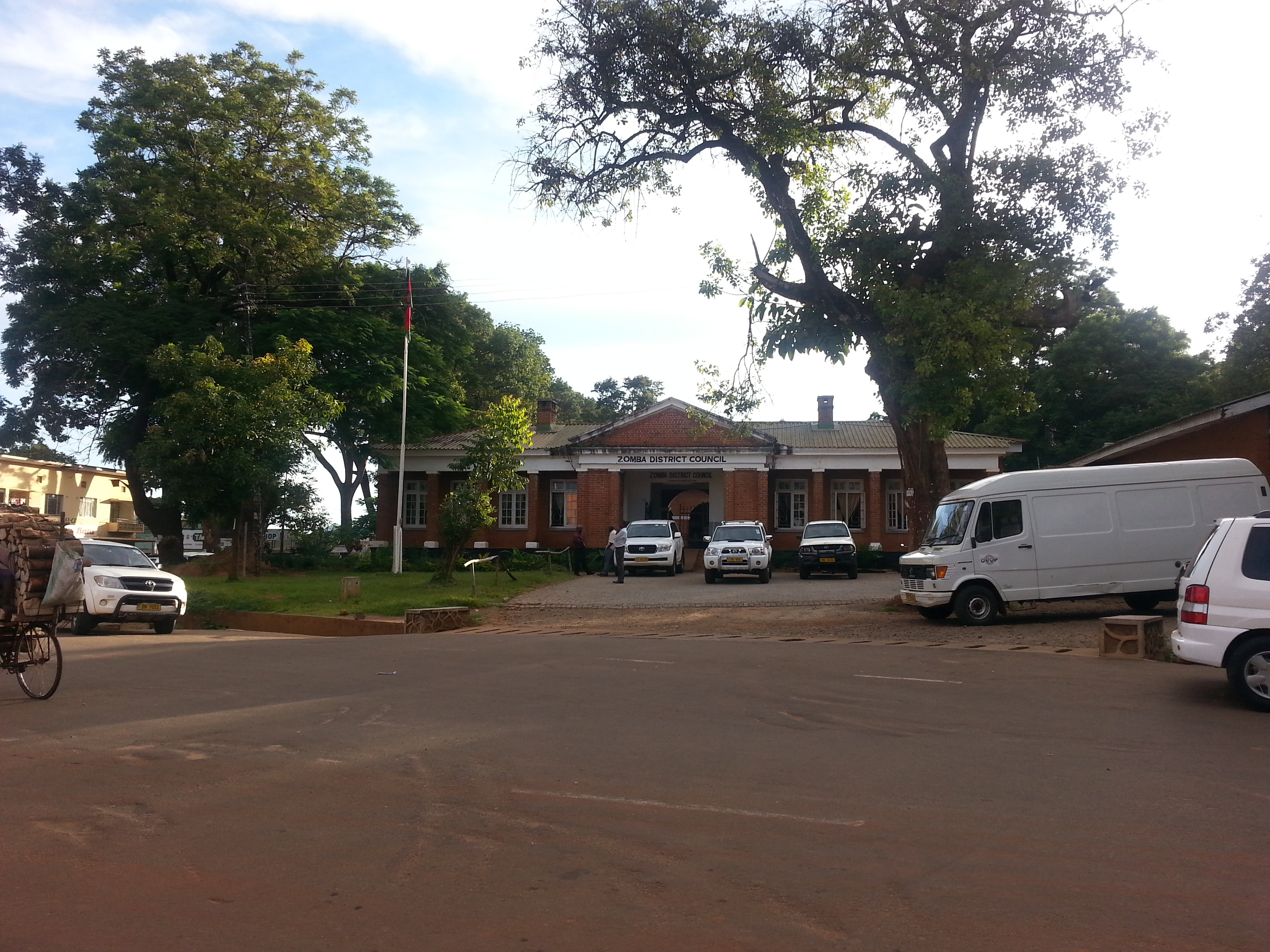
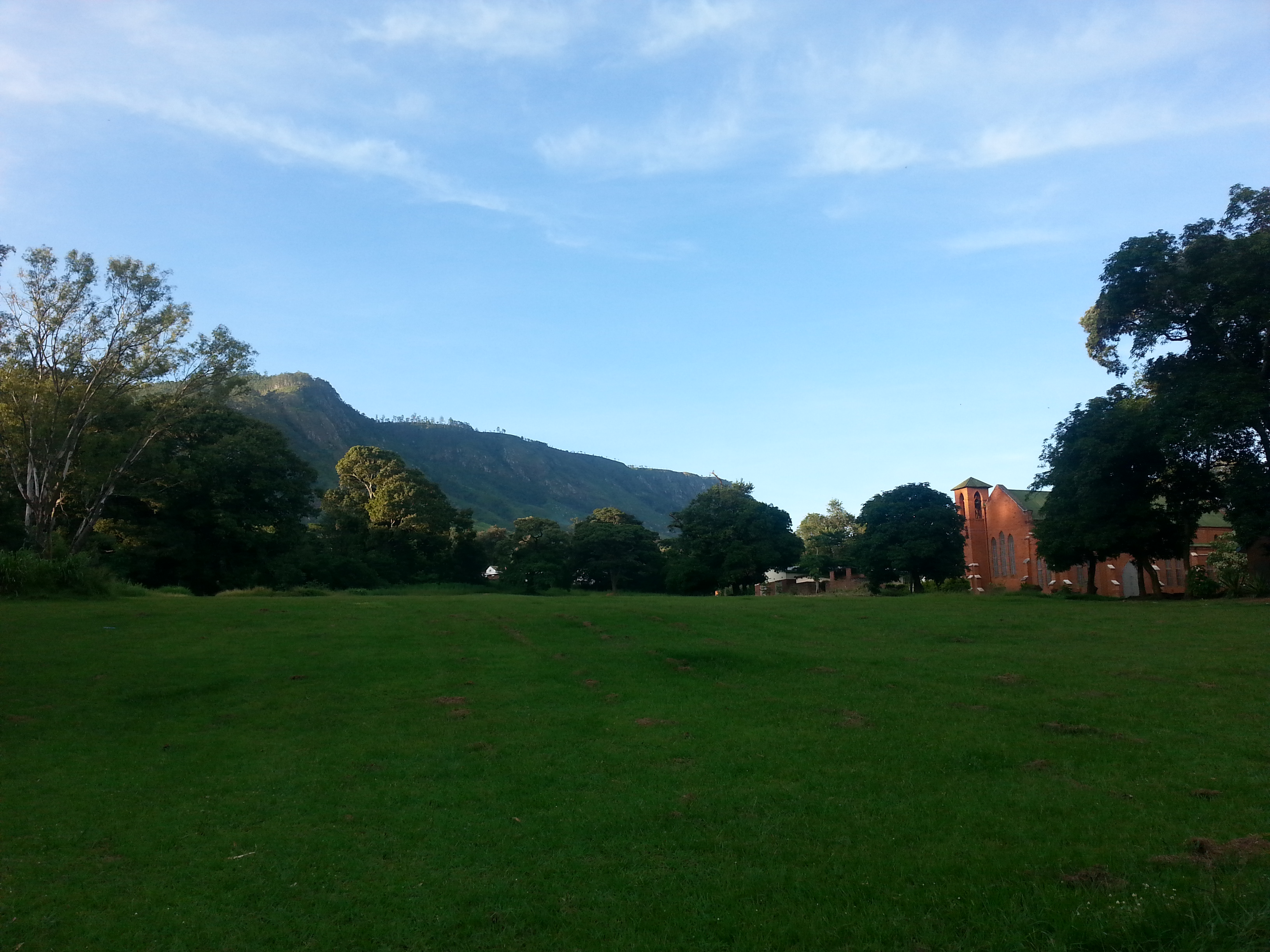

## أعلام
- راسل موافوليروا
- ميخائيل إدواردز
- ديفي باندا
- لوسيندا فريدريكس
- هاري تومسون